# Tapinanthus gracilis
Tapinanthus gracilis là một loài thực vật có hoa trong họ Loranthaceae. Loài này được Toelken & Wiens miêu tả khoa học đầu tiên năm 1979.